# Leeuwin (schip, 1621)
De Leeuwin was een Nederlands galjoen, waarmee een deel van de zuidwestkust van Australië in maart 1622 ontdekt en in kaart gebracht werd. Het was het zevende Europese schip dat dit continent onderzocht.

## Beschrijving

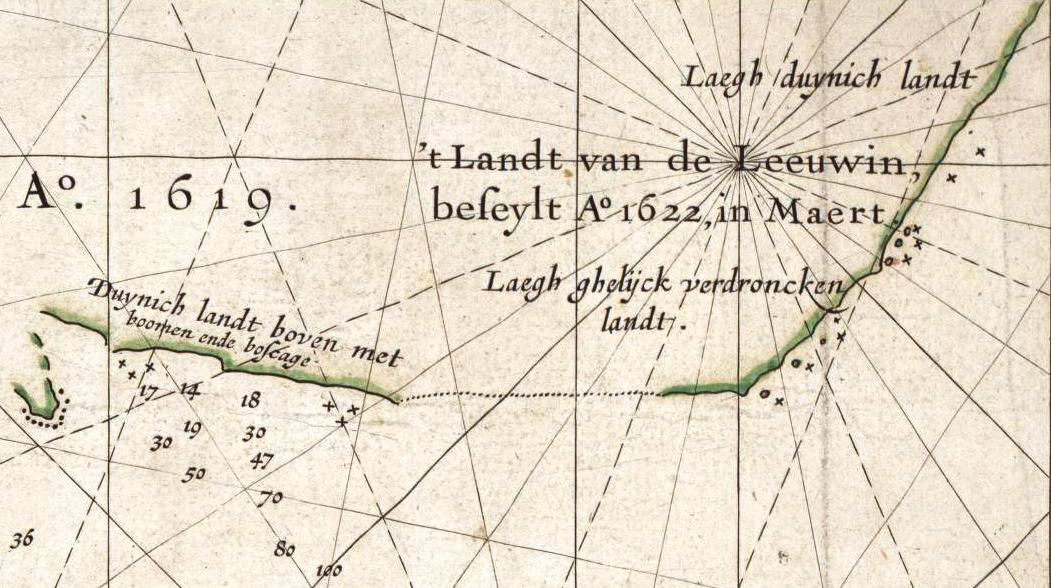
Detail van de Caert van't Landt van d'Eendracht, met een deel van de westkust van Australië, ontdekt door de Leeuwin in maart 1622

### Eerste reizen
Helaas is het logboek van de Leeuwin verloren gegaan zodat maar weinig bekend is van haar reis. Het is niet bekend wie de commandant van het schip was. In brieven van de Vereenigde Oostindische Compagnie wordt echter gemeld dat het schip vertrok van Texel om naar Batavia te varen en dat deze reis meer dan een jaar duurde. Andere schepen deden minder dan vier maanden over dezelfde reis, wat aanleiding geeft te denken dat de Leeuwin slecht genavigeerd werd en de commandant onduidelijke instructies had gekregen.
Dat werd ook wel gezegd van de 1644 richtlijnen die Abel Tasman meekreeg; er werd later geschreven: in de jaren 1616, 1618, 1619 en 1622 werd de westkust van een groot onbekend zuidelijk land op 35 tot 22 graden onverwachts en bij toeval ontdekt door de schepen d'Eendracht, Mauritius, Amsterdam, Dordrecht en Leeuwin, die allen afkomstig waren uit Nederland. Het land dat ontdekt werd door de Leeuwin is opgetekend op de kaart van Hessel Gerritsz uit 1627: de Caert van't Landt van d'Eendracht. Deze kaart bevat een gedeelte van een kustlijn met de tekst ' t Landt van de Leeuwin beseylt A° 1622 in Maert; men denkt dat dit de kust betreft tussen hedendaags Hamelin Bay en Point D'Entrecasteaux. Bij gedeelten van de kustlijn staat: Duynich landt boven met boomen ende boseage, Laegh ghelijck verdroncken landt  en Laegh duynich landt. De zuidwestelijke hoek van Australië werd hierna door de Nederlanders gedurende enige tijd 't Landt van de Leeuwin genoemd en door de Engelsen afgekort tot "Leeuwin's Land".
De naam Leeuwin leeft nog voort in Kaap Leeuwin, de meest zuidwestelijke punt van het Australische vasteland, zo genoemd door Matthew Flinders in december 1801. Het Sail Training Ship Leeuwin II werd naar de Leeuwin genoemd, hoewel de II niet refereert aan de oorspronkelijke Leeuwin maar naar een jacht verwijst dat al dezelfde naam had gekregen, waardoor er een II achter de naam gezet diende te worden.

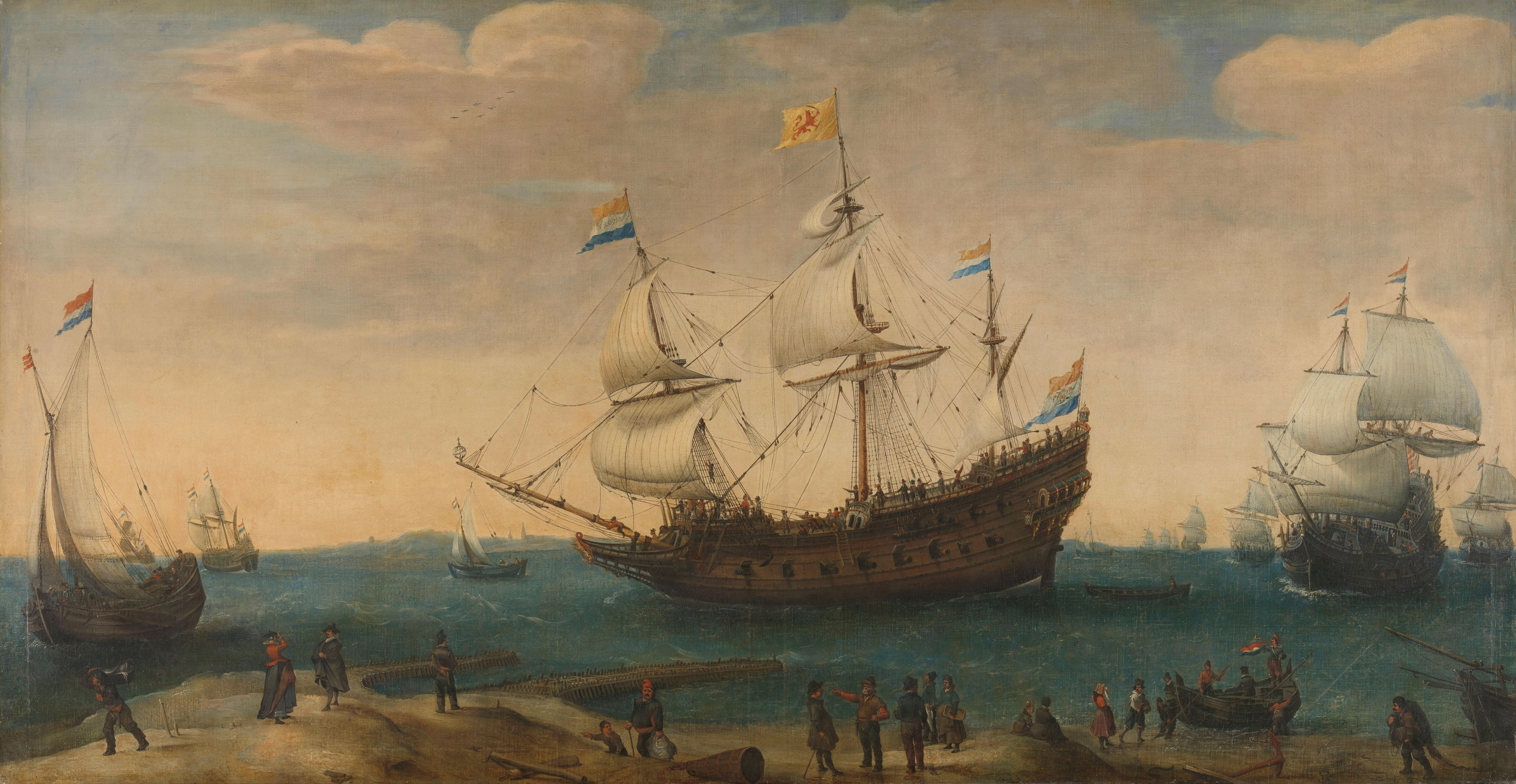
Soortgelijk Nederlands galjoen (de Mauritius) in 1600

### Latere reizen
In 1654 maakte de Leeuwin deel uit van een eskader van zes schepen die van Batavia vertrokken om naar Nederland te varen.  
Deze vloot bestond uit de VOC-schepen Phenix, Orangie, Salamander, Leeuwin, Coningh Davidt en Avontsterre. Het konvooi verliet Straat Soenda op 24 januari 1654 en passeerde Kaap de Goede Hoop op 27 maart. Op 18 maart werd het anker uitgeworpen in de Atlantische Oceaan bij Sint Helena. De Leeuwin kwam in Nederland aan (hoogstwaarschijnlijk Texel) op 30 augustus 1654. Zij vertrok hierna weer op 10 december 1654 voor de terugreis naar Batavia.
Door toenemende schermutselingen tijdens de Portugees-Nederlandse Oorlog werd de Leeuwin in juli 1656 opgeroepen deel te nemen aan een blokkade van de strategisch gelegen haven van Bantam. In augustus van dat jaar werd de blokkerende vloot verplaatst naar de westkust van India voor een blokkade van de door de Portugezen bezette haven van Goa. De Leeuwin stond in deze tijd onder bevel van Jan Lucasz en de bemanning bestond uit 86 koppen. Zij werd toen voornamelijk gebruikt om stenen ballast naar de andere deelnemende schepen van de blokkade te varen. In juli 1658 werd zij gebruikt voor het transport van 500 mensen, waaronder vrouwen en kinderen, van Galle naar Batavia. In 1659 werd de Leeuwin ingeschakeld ten behoeve van de handel in arecanoten van Galle naar de kust van Coromandel en Malakka.
Aagtekerke · Akerendam · Amsterdam · Arnhem · Batavia · Bleijenburg · Concordia · De Dry Heuvels · De Dry Papegaijtiens · Dromedaris · Duyfken · Eendracht · Eendraght · Fortuyn · Geldermalsen · Gouden Buys · Goudriaan · 't Gulden Zeepaert · Halve Maen · Hof van Zeelandt · Hollandia · Landskroon · Leeuwin · Magdalena · Mauritius · Meermin · Midloo · Negotie · Nieuw Hoorn · Nieuwvliet · Nijenburg · Oude Zijpe (1711) · Oude Zijpe (1740) · Prins Willem · Rarop · Ravenstein · Ridderschap van Holland · Saerdam · Schiedam · Valkenbos · Vergulde Draeck · 't Vliegend Hert · Voetboog · Wapen van Amsterdam · 't Wapen van Hoorn · Westerbeek · Wimmenum · Zuytdorp · Zeewijk